# Giovanni Sulcis
Giovanni Sulcis (Bosa, 17 giugno 1975) è un ex calciatore italiano, di ruolo centrocampista.

## Carriera

Sulcis con la maglia del nella stagione 2000-2001

Centrocampista di fascia (poi jolly difensivo). Dopo gli inizi nella sua città al Calmedia di Bosa , completa il settore giovanile nel Cagliari. Nel 1996 passa in prestito alla Torres, giocando un'intera stagione da titolare nel ruolo di libero e poi nel mercato di riparazione della stagione successiva all'Atletico Catania, dove si conferma nel ruolo di difensore centrale ed è protagonista nella stagione degli etnei, che passano dalla zona play-out del girone d'andata al quinto posto (e relativi play-off promozione) al termine della stagione.
Nel 1998 debutta in Serie B con la maglia del Chievo Verona. Nel 1999 fa ritorno al Cagliari dove gioca 10 incontri in Serie A (segnando anche una rete importante a Torino contro la Juventus, 1-1 il risultato finale dell'incontro ); rimane nel capoluogo sardo anche le due stagioni successive nella serie cadetta, giocando con maggiore continuità e siglando una doppietta nella partita contro la Sampdoria nel rocambolesco pareggio per 3-3 della stagione 2001/2002 .
Terminata la stagione, nel 2002 viene ingaggiato dal Perugia con il quale disputa una gara in Serie A.
Abbandonato il suo ruolo da giocatore, ha completato gli studi universitari, ottenendo nel 2007 la laurea in Medicina e Chirurgia con successiva specializzazione in Ortopedia e Traumatologia presso Università degli Studi di Cagliari, con votazione di 110 e lode.